# Cixius misella
Cixius misella är en insektsart som beskrevs av Van Duzee 1889. Cixius misella ingår i släktet Cixius och familjen kilstritar. Inga underarter finns listade i Catalogue of Life.